# Alindria grandis
Alindria grandis is een keversoort uit de familie schorsknaagkevers (Trogossitidae). De wetenschappelijke naam van de soort werd in 1828 gepubliceerd door Jean Guillaume Audinet Serville.